# Élections législatives de 2022 en république du Congo
Les élections législatives congolaises de 2022 se déroulent les 10 et 31 juillet 2022 afin de renouveler pour cinq ans les membres de l'Assemblée nationale de la république du Congo.
Le Parti congolais du travail au pouvoir conserve la majorité absolue des sièges, acquise dès le premier tour.

## Système électoral
L'Assemblée nationale est composée de 151 sièges pourvus pour cinq ans au scrutin uninominal majoritaire à deux tours dans autant de circonscriptions électorales,.

## Résultats
|       |                                                                             |        |               |  |  |  |
| Parti | Parti                                                                       | Sièges | +/-           |  |  |  |
|       | Parti congolais du travail (PCT)                                            | 112    | 16            |  |  |  |
|       | Union panafricaine pour la démocratie sociale (UPADS)                       | 7      | 1             |  |  |  |
|       | Union des démocrates et humanistes-Yuki (UDH-Yuki)                          | 7      | 1             |  |  |  |
|       | Mouvement Action et Renouveau (MAR)                                         | 4      | en stagnation |  |  |  |
|       | Parti républicain libéral (Congo) (PRL)                                     | 2      | 1             |  |  |  |
|       | Club 2002 – Parti pour l'unité et la République (Club 2002-PUR)             | 2      | 1             |  |  |  |
|       | Dynamique pour la République et le Développement (DRD)                      | 2      | 1             |  |  |  |
|       | Rassemblement pour la démocratie et le progrès social (RDPS)                | 2      | 1             |  |  |  |
|       | Action permanente pour le Congo (APC)                                       | 1      | 1             |  |  |  |
|       | Mouvement pour l'unité, la solidarité et le travail (MUST)                  | 1      | 1             |  |  |  |
|       | Mouvement pour la démocratie et le progrès (MDP)                            | 1      | Nv            |  |  |  |
|       | Club Perspectives et Réalités (CPR)                                         | 1      | 1             |  |  |  |
|       | Union pour la reconstruction et le développement du Congo (URDP)            | 1      | Nv            |  |  |  |
|       | Rassemblement citoyen (RC)                                                  | 1      | en stagnation |  |  |  |
|       | Mouvement congolais pour la démocratie et le développement intégral (MCDDI) | 1      | 3             |  |  |  |
|       | Indépendants                                                                | 6      | 13            |  |  |  |
|       |                                                                             |        |               |  |  |  |
| Total | Total                                                                       | 151    | en stagnation |  |  |  |

## Analyse
Le Parti congolais du travail (PCT) remporte à nouveau la majorité absolue des sièges dès le premier tour. Un second tour est organisé trois semaines après le premier dans 25 circonscriptions.
Le PCT remporte ainsi 112 sièges, dont 103 au premier tour. L’Union panafricaine pour la démocratie sociale (UPADS) et l'Union des démocrates humanistes (UDH-YUKi) en remportent sept chacun, dont respectivement 4 et 3 au premier tour,.